# ناو ناچی
ناو ناچی (به انگلیسی: Japanese cruiser Nachi) یک کشتی بود که طول آن ۲۰۱٫۷ متر (۶۶۱ فوت ۹ اینچ) بود. این کشتی در سال ۱۹۲۷ ساخته شد.